# Павелецкая площадь
Павеле́цкая пло́щадь — площадь в центре Москвы на Садовом кольце у Павелецкого вокзала. Расположена в районе Замоскворечье.

## История
В 1922—1941 годах называлась Саратовская площадь — по названию (до 1924 года) Павелецкого вокзала; с 1941 до 1992 год — Ленинская площадь в память о прибытии сюда из Горок гроба с телом В. И. Ленина. В 1992 году названа Павелецкой площадью по Павелецкому вокзалу, перед которым находится. Тогда же в состав площади был включён бывший Ленинский проезд, ограничивавший её с востока.

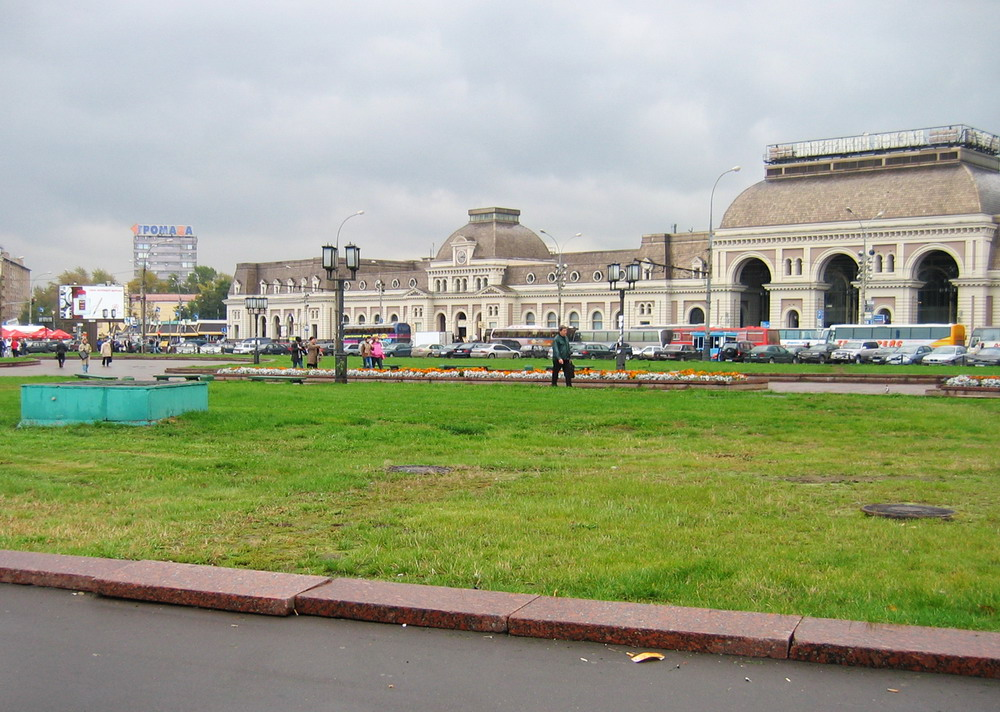
Павелецкая площадь до начала строительства торгового центра (2004)

## Описание
Павелецкая площадь примыкает с севера к Зацепскому Валу на внешней стороне Садового кольца. С востока она ограничена Кожевнической улицей, с юга — зданием Павелецкого вокзала, а с запада — Дубининской улицей. До 2000-х годов с запада на площадь выходила улица Зацепа, однако, ныне она отделена возведёнными офисными зданиями. К западу от Павелецкого вокзала к площади примыкает Зацепская площадь. Из центра на внутреннюю сторону Садового кольца к площади выходят Новокузнецкая улица, улица Бахрушина и Татарская улица.

## Транспорт
Автобусы: Б, 538, 913, с932, н8 (ночной)
Трамваи: А, 38.
На площади находятся выходы станций метро «Павелецкая-кольцевая», «Павелецкая-радиальная».

## Здания и сооружения
- № 1 и № 1с2 — жилой семиэтажный дом 1925 года постройки;
- № 1А — Павелецкий вокзал;
- № 2, стр. 1, 2 — бизнес-центр «Павелецкая Плаза» (2003, архитекторы М. Посохин, С. Ткаченко, Е. Лякишева, Б. Уборевич-Боровский)[1]; Национальный резервный банк; журнал «Ридерз дайджест»;
- № 3 — подземный многофункциональный торговый комплекс «Павелецкая Плаза» (2021, архитектура международное бюро 5+design).

## Парк и подземный торговый центр
17 сентября 2021 года на площади после многолетней стройки открылся ландшафтный парк. В декабре 2019 года архитектурным советом Москвы был одобрен проект строительства под площадью подземного многофункционального торгового комплекса «Павелецкая Плаза», открытие которого состоялось 21 декабря 2021 года. Торговый комплекс имеет площадь около 73 тыс. м² и включает в себя пять уровней, на которых размещаются магазины, бутики, кафе, подземная автостоянка и выход в подземный переход через улицу Зацепский Вал и к станции метро «Павелецкая».